# Elecciones a la Asamblea Regional de Murcia de 2015
Las elecciones a la Asamblea Regional de Murcia de 2015, correspondientes a la IX Legislatura de la Región de Murcia, se celebraron el 24 de mayo de 2015.

## Candidaturas

### Candidaturas con representación previa en la Asamblea Regional de Murcia
| Partido Popular (PPRM) |                                        |                 |                        |
| Candidatura            | Integrantes                            | Circunscripción | Cabeza de lista        |
| Partido Popular        | Partido Popular de la Región de Murcia | Primera         | Francisco Jodar Alonso |
| Partido Popular        | Partido Popular de la Región de Murcia | Segunda         | Elena Ruiz Valderas    |
| Partido Popular        | Partido Popular de la Región de Murcia | Tercera         | Pedro Antonio Sánchez  |
| Partido Popular        | Partido Popular de la Región de Murcia | Cuarta          | José Soria García      |
| Partido Popular        | Partido Popular de la Región de Murcia | Quinta          | Marcos Ortuño Soto     |

| Partido Socialista de la Región de Murcia (PSRM-PSOE) |                                           |                 |                         |
| Candidatura                                           | Integrantes                               | Circunscripción | Cabeza de lista         |
| Partido Socialista Obrero Español                     | Partido Socialista de la Región de Murcia | Primera         | Isabel Casalduero Jódar |
| Partido Socialista Obrero Español                     | Partido Socialista de la Región de Murcia | Segunda         | Antonio Guillamón Insa  |
| Partido Socialista Obrero Español                     | Partido Socialista de la Región de Murcia | Tercera         | Rafael González Tovar   |
| Partido Socialista Obrero Español                     | Partido Socialista de la Región de Murcia | Cuarta          | Jesús Navarro Jiménez   |
| Partido Socialista Obrero Español                     | Partido Socialista de la Región de Murcia | Quinta          | Yolanda Fernández       |

| Ganar la Región de Murcia | |                 |                                |
| Candidatura               | Integrantes | Circunscripción | Cabeza de lista                |
| Ganar la Región de Murcia | Izquierda Unida-Verdes de la Región de Murcia (IUVRM) Construyendo la Izquierda - Alternativa Socialista (CLI-AS) | Primera         | Victoriano Jesús Romera Mateos |
| Ganar la Región de Murcia | Izquierda Unida-Verdes de la Región de Murcia (IUVRM) Construyendo la Izquierda - Alternativa Socialista (CLI-AS) | Segunda         | Luis José Martínez Vela        |
| Ganar la Región de Murcia | Izquierda Unida-Verdes de la Región de Murcia (IUVRM) Construyendo la Izquierda - Alternativa Socialista (CLI-AS) | Tercera         | José Antonio Pujante Diekmann  |
| Ganar la Región de Murcia | Izquierda Unida-Verdes de la Región de Murcia (IUVRM) Construyendo la Izquierda - Alternativa Socialista (CLI-AS) | Cuarta          | Cándida Marín Lozano           |
| Ganar la Región de Murcia | Izquierda Unida-Verdes de la Región de Murcia (IUVRM) Construyendo la Izquierda - Alternativa Socialista (CLI-AS) | Quinta          | José Miguel Castillo Mora      |

### Candidaturas sin representación previa en la Asamblea Regional de Murcia pero sí en otros parlamentos
| Podemos     |                                                |                 |                               |
| Candidatura | Integrantes                                    | Circunscripción | Cabeza de lista               |
| Podemos     | Podemos Región de Murcia Equo Región de Murcia | Primera         | María Giménez Casalduero      |
| Podemos     | Podemos Región de Murcia Equo Región de Murcia | Segunda         | Antonio Urbina Yeregui        |
| Podemos     | Podemos Región de Murcia Equo Región de Murcia | Tercera         | Óscar Urralburu Arza          |
| Podemos     | Podemos Región de Murcia Equo Región de Murcia | Cuarta          | María Dolores Larrosa Segovia |
| Podemos     | Podemos Región de Murcia Equo Región de Murcia | Quinta          | Luis Francisco Turrión Peláez |

| Ciudadanos – Partido de la Ciudadanía (Cs) |                                       |                 |                                   |
| Candidatura                                | Integrantes                           | Circunscripción | Cabeza de lista                   |
| Ciudadanos – Partido de la Ciudadanía      | Ciudadanos – Partido de la Ciudadanía | Primera         | María Dominga Freire Carou        |
| Ciudadanos – Partido de la Ciudadanía      | Ciudadanos – Partido de la Ciudadanía | Segunda         | Luis Francisco Fernández Martínez |
| Ciudadanos – Partido de la Ciudadanía      | Ciudadanos – Partido de la Ciudadanía | Tercera         | Miguel Sánchez López              |
| Ciudadanos – Partido de la Ciudadanía      | Ciudadanos – Partido de la Ciudadanía | Cuarta          | Francisco José Caparrós Fernández |
| Ciudadanos – Partido de la Ciudadanía      | Ciudadanos – Partido de la Ciudadanía | Quinta          | Antonio Palao Castillo            |

| Unión Progreso y Democracia (UPyD) |                             |                 |                               |
| Candidatura                        | Integrantes                 | Circunscripción | Cabeza de lista               |
| Unión Progreso y Democracia        | Unión Progreso y Democracia | Primera         | Cristóbal Cano Miras          |
| Unión Progreso y Democracia        | Unión Progreso y Democracia | Segunda         | Juan Daniel Mateo Meroño      |
| Unión Progreso y Democracia        | Unión Progreso y Democracia | Tercera         | César Antonio Nebot Monferrer |
| Unión Progreso y Democracia        | Unión Progreso y Democracia | Cuarta          | Juan Molina Carmona           |
| Unión Progreso y Democracia        | Unión Progreso y Democracia | Quinta          | Hilario Fernández Abellán     |

### Resto de candidaturas

#### Partido Animalista Contra el Maltrato Animal
- Nombre de la candidatura: Partido Animalista Contra el Maltrato Animal (PACMA)
- Integrantes de la candidatura: Partido Animalista Contra el Maltrato Animal
- Cabeza de lista en la primera circunscripción: Alfonsa Pérez García.
- Cabeza de lista en la tercera circunscripción: Jessica Ortega Hernández.
- Cabeza de lista en la cuarta circunscripción: Rosa María Espín Amor.
- Cabeza de lista en la quinta circunscripción: Lidia Leal Alemán.

#### Partido Comunista de los Pueblos de España
- Nombre de la candidatura: Partido Comunista de los Pueblos de España (PCPE)
- Integrantes de la candidatura: Partido Comunista de los Pueblos de España
- Cabeza de lista en la tercera circunscripción: Alejandro Navarro Fuentes

#### La España en Marcha
- Nombre de la candidatura: La España en Marcha (LEM).
- Integrantes de la candidatura: FE/La Falange, Alianza Nacional, Nudo Patriota Español y Movimiento Católico Español
- Cabeza de lista en la primera circunscripción: Gaspar González Pina.
- Cabeza de lista en la quinta circunscripción: Samuel Jiménez Espinosa.

## Jornada electoral

### Sondeos publicados el día de las elecciones
El día de las elecciones, tras el cierre de las urnas, a las 20:00 horas, 'GAD3' publicó en 'Antena 3' los resultados en escaños de las encuestas que había venido realizando durante las dos últimas semanas. 
| Instituto | Medio de publicación | Fecha      | Hora  |       |       |     |     |
| --------- | -------------------- | ---------- | ----- | ----- | ----- | --- | --- |
| GAD3      | Antena3              | 24/05/2015 | 20:00 | 21-23 | 12-13 | 4-6 | 5-6 |

### Escrutinio total
| ← Elecciones a la Asamblea Regional de Murcia de 2015 → |                                                      |                           |         |        |         |       |
| Presidente y gobierno | Partido                                              | Candidato                 | Votos   | %      | Escaños | +/-   |
| - Presidente: Pedro Antonio Sánchez - Gobierno: PP - Censo: 1.027.213 - Votantes: 652.977 (63,57%) - Abstención: 344.222 (34,78%) - Válidos: 639.892 - A candidaturas: 629.835 - Blancos: 10.057 - Nulos: 13.087 | Partido Popular (PP)                                 | Pedro Antonio Sánchez     | 239.011 | 37,35% | 22      | 11    |
| - Presidente: Pedro Antonio Sánchez - Gobierno: PP - Censo: 1.027.213 - Votantes: 652.977 (63,57%) - Abstención: 344.222 (34,78%) - Válidos: 639.892 - A candidaturas: 629.835 - Blancos: 10.057 - Nulos: 13.087 | Partido Socialista Obrero Español (PSOE)             | Rafael González Tovar     | 153.231 | 23,95% | 13      | 2     |
| - Presidente: Pedro Antonio Sánchez - Gobierno: PP - Censo: 1.027.213 - Votantes: 652.977 (63,57%) - Abstención: 344.222 (34,78%) - Válidos: 639.892 - A candidaturas: 629.835 - Blancos: 10.057 - Nulos: 13.087 | Podemos                                              | Óscar Urralburu Arza      | 84.577  | 13,22% | 6       | Nuevo |
| - Presidente: Pedro Antonio Sánchez - Gobierno: PP - Censo: 1.027.213 - Votantes: 652.977 (63,57%) - Abstención: 344.222 (34,78%) - Válidos: 639.892 - A candidaturas: 629.835 - Blancos: 10.057 - Nulos: 13.087 | Ciudadanos – Partido de la Ciudadanía (C's)          | Miguel Sánchez López      | 80.459  | 12,57% | 4       | Nuevo |
| - Presidente: Pedro Antonio Sánchez - Gobierno: PP - Censo: 1.027.213 - Votantes: 652.977 (63,57%) - Abstención: 344.222 (34,78%) - Válidos: 639.892 - A candidaturas: 629.835 - Blancos: 10.057 - Nulos: 13.087 | Barrera electoral mínima                             | Barrera electoral mínima  | 31.995  | 5,00%  | 5,00%   | 5,00% |
| - Presidente: Pedro Antonio Sánchez - Gobierno: PP - Censo: 1.027.213 - Votantes: 652.977 (63,57%) - Abstención: 344.222 (34,78%) - Válidos: 639.892 - A candidaturas: 629.835 - Blancos: 10.057 - Nulos: 13.087 | Ganar la Región de Murcia.IP                         | José Antonio Pujante      | 30.761  | 4,83%  | 0       | 1     |
| - Presidente: Pedro Antonio Sánchez - Gobierno: PP - Censo: 1.027.213 - Votantes: 652.977 (63,57%) - Abstención: 344.222 (34,78%) - Válidos: 639.892 - A candidaturas: 629.835 - Blancos: 10.057 - Nulos: 13.087 | Unión Progreso y Democracia (UPyD)                   | César Nebot Monferrer     | 10.422  | 1,63%  | 0       |       |
| - Presidente: Pedro Antonio Sánchez - Gobierno: PP - Censo: 1.027.213 - Votantes: 652.977 (63,57%) - Abstención: 344.222 (34,78%) - Válidos: 639.892 - A candidaturas: 629.835 - Blancos: 10.057 - Nulos: 13.087 | Movimiento Ciudadano Campo de Cartagena (MC)         | Joaquín José Conesa       | 8.793   | 1,37%  | 0       |       |
| - Presidente: Pedro Antonio Sánchez - Gobierno: PP - Censo: 1.027.213 - Votantes: 652.977 (63,57%) - Abstención: 344.222 (34,78%) - Válidos: 639.892 - A candidaturas: 629.835 - Blancos: 10.057 - Nulos: 13.087 | Ciudadanos de Centro Democrático (CCD)               | Felipe Cervantes Gabarrón | 6.772   | 1,06%  | 0       |       |
| - Presidente: Pedro Antonio Sánchez - Gobierno: PP - Censo: 1.027.213 - Votantes: 652.977 (63,57%) - Abstención: 344.222 (34,78%) - Válidos: 639.892 - A candidaturas: 629.835 - Blancos: 10.057 - Nulos: 13.087 | VOX                                                  | Daniel Ruiz Hernández     | 5.427   | 0,85%  | 0       |       |
| - Presidente: Pedro Antonio Sánchez - Gobierno: PP - Censo: 1.027.213 - Votantes: 652.977 (63,57%) - Abstención: 344.222 (34,78%) - Válidos: 639.892 - A candidaturas: 629.835 - Blancos: 10.057 - Nulos: 13.087 | Partido Animalista Contra el Maltrato Animal (PACMA) | Jéssica Ortega Hernández  | 4.663   | 0,73%  | 0       |       |
| - Presidente: Pedro Antonio Sánchez - Gobierno: PP - Censo: 1.027.213 - Votantes: 652.977 (63,57%) - Abstención: 344.222 (34,78%) - Válidos: 639.892 - A candidaturas: 629.835 - Blancos: 10.057 - Nulos: 13.087 | Escaños en Blanco (EB)                               | José Martínez Riquelme    | 2002    | 0,31%  | 0       |       |
| - Presidente: Pedro Antonio Sánchez - Gobierno: PP - Censo: 1.027.213 - Votantes: 652.977 (63,57%) - Abstención: 344.222 (34,78%) - Válidos: 639.892 - A candidaturas: 629.835 - Blancos: 10.057 - Nulos: 13.087 | Recortes Cero                                        | Pablo Martínez Escanciano | 1.422   | 0,22%  | 0       |       |
| - Presidente: Pedro Antonio Sánchez - Gobierno: PP - Censo: 1.027.213 - Votantes: 652.977 (63,57%) - Abstención: 344.222 (34,78%) - Válidos: 639.892 - A candidaturas: 629.835 - Blancos: 10.057 - Nulos: 13.087 | Movimiento RED: Renovación Democrática Ciudadana     | Francisco Miguel Muñoz    | 912     | 0,14%  | 0       |       |
| - Presidente: Pedro Antonio Sánchez - Gobierno: PP - Censo: 1.027.213 - Votantes: 652.977 (63,57%) - Abstención: 344.222 (34,78%) - Válidos: 639.892 - A candidaturas: 629.835 - Blancos: 10.057 - Nulos: 13.087 | Partido Comunista de los Pueblos de España (PCPE)    | Alejandro Navarro Fuentes | 763     | 0,12%  | 0       |       |
| - Presidente: Pedro Antonio Sánchez - Gobierno: PP - Censo: 1.027.213 - Votantes: 652.977 (63,57%) - Abstención: 344.222 (34,78%) - Válidos: 639.892 - A candidaturas: 629.835 - Blancos: 10.057 - Nulos: 13.087 | Foro Centro y Democracia (FCyD)                      | Manuel López López        | 532     | 0,08%  | 0       |       |
| - Presidente: Pedro Antonio Sánchez - Gobierno: PP - Censo: 1.027.213 - Votantes: 652.977 (63,57%) - Abstención: 344.222 (34,78%) - Válidos: 639.892 - A candidaturas: 629.835 - Blancos: 10.057 - Nulos: 13.087 | La España en Marcha (LEM)                            | Gaspar González Pina      | 88      | 0,01%  | 0       |       |
| - Presidente: Pedro Antonio Sánchez - Gobierno: PP - Censo: 1.027.213 - Votantes: 652.977 (63,57%) - Abstención: 344.222 (34,78%) - Válidos: 639.892 - A candidaturas: 629.835 - Blancos: 10.057 - Nulos: 13.087 | En blanco                                            | N/A                       | 10.057  | 1,57%  | N/A     | N/A   |

### Escrutinio por circunscripciones
| ← Elecciones a la Asamblea Regional de Murcia de 2015 por circunscripciones → | |                              |         |        |           |     |
| Circunscripción                                                               | Censo | Partido                      | Votos   | %      | Diputados | +/- |
| Primera 7 diputados                                                           | - Censo: 153.301 - Votantes: 95.579 (62,35%) - Abstención: 57.722 (37,65%) - Válidos: 93.540 (97,87%) - A candidaturas: 92.072 - Blancos: 1.468 - Nulos: 2.039 (2,13%)     | PP                           | 38.950  | 41,64% | 4         | 1   |
| Primera 7 diputados                                                           | - Censo: 153.301 - Votantes: 95.579 (62,35%) - Abstención: 57.722 (37,65%) - Válidos: 93.540 (97,87%) - A candidaturas: 92.072 - Blancos: 1.468 - Nulos: 2.039 (2,13%)     | PSOE                         | 26.251  | 28,06% | 2         |     |
| Primera 7 diputados                                                           | - Censo: 153.301 - Votantes: 95.579 (62,35%) - Abstención: 57.722 (37,65%) - Válidos: 93.540 (97,87%) - A candidaturas: 92.072 - Blancos: 1.468 - Nulos: 2.039 (2,13%)     | Podemos                      | 9.488   | 10,14% | 1         | N   |
| Primera 7 diputados                                                           | - Censo: 153.301 - Votantes: 95.579 (62,35%) - Abstención: 57.722 (37,65%) - Válidos: 93.540 (97,87%) - A candidaturas: 92.072 - Blancos: 1.468 - Nulos: 2.039 (2,13%)     | Ciudadanos                   | 6.888   | 7,36%  | 0         | -   |
| Primera 7 diputados                                                           | - Censo: 153.301 - Votantes: 95.579 (62,35%) - Abstención: 57.722 (37,65%) - Válidos: 93.540 (97,87%) - A candidaturas: 92.072 - Blancos: 1.468 - Nulos: 2.039 (2,13%)     | Ganar la Región de Murcia.IP | 7.131   | 7,62%  | 0         | -   |
| Primera 7 diputados                                                           | - Censo: 153.301 - Votantes: 95.579 (62,35%) - Abstención: 57.722 (37,65%) - Válidos: 93.540 (97,87%) - A candidaturas: 92.072 - Blancos: 1.468 - Nulos: 2.039 (2,13%)     | UPyD                         | 722     | 0,77%  | 0         | -   |
| Primera 7 diputados                                                           | - Censo: 153.301 - Votantes: 95.579 (62,35%) - Abstención: 57.722 (37,65%) - Válidos: 93.540 (97,87%) - A candidaturas: 92.072 - Blancos: 1.468 - Nulos: 2.039 (2,13%)     | CCD                          | 900     | 0,96%  | 0         | -   |
| Primera 7 diputados                                                           | - Censo: 153.301 - Votantes: 95.579 (62,35%) - Abstención: 57.722 (37,65%) - Válidos: 93.540 (97,87%) - A candidaturas: 92.072 - Blancos: 1.468 - Nulos: 2.039 (2,13%)     | VOX                          | 379     | 0,41%  | 0         | -   |
| Primera 7 diputados                                                           | - Censo: 153.301 - Votantes: 95.579 (62,35%) - Abstención: 57.722 (37,65%) - Válidos: 93.540 (97,87%) - A candidaturas: 92.072 - Blancos: 1.468 - Nulos: 2.039 (2,13%)     | PACMA                        | 631     | 0,67%  | 0         | -   |
| Primera 7 diputados                                                           | - Censo: 153.301 - Votantes: 95.579 (62,35%) - Abstención: 57.722 (37,65%) - Válidos: 93.540 (97,87%) - A candidaturas: 92.072 - Blancos: 1.468 - Nulos: 2.039 (2,13%)     | Escaños en Blanco            | 309     | 0,33%  | 0         | -   |
| Primera 7 diputados                                                           | - Censo: 153.301 - Votantes: 95.579 (62,35%) - Abstención: 57.722 (37,65%) - Válidos: 93.540 (97,87%) - A candidaturas: 92.072 - Blancos: 1.468 - Nulos: 2.039 (2,13%)     | Recortes Cero                | 197     | 0,21%  | 0         | -   |
| Primera 7 diputados                                                           | - Censo: 153.301 - Votantes: 95.579 (62,35%) - Abstención: 57.722 (37,65%) - Válidos: 93.540 (97,87%) - A candidaturas: 92.072 - Blancos: 1.468 - Nulos: 2.039 (2,13%)     | Movimiento RED               | 80      | 0,09%  | 0         | -   |
| Primera 7 diputados                                                           | - Censo: 153.301 - Votantes: 95.579 (62,35%) - Abstención: 57.722 (37,65%) - Válidos: 93.540 (97,87%) - A candidaturas: 92.072 - Blancos: 1.468 - Nulos: 2.039 (2,13%)     | FCyD                         | 72      | 0,08%  | 0         | -   |
| Primera 7 diputados                                                           | - Censo: 153.301 - Votantes: 95.579 (62,35%) - Abstención: 57.722 (37,65%) - Válidos: 93.540 (97,87%) - A candidaturas: 92.072 - Blancos: 1.468 - Nulos: 2.039 (2,13%)     | LEM                          | 74      | 0,08%  | 0         | -   |
| Segunda 11 diputados (1)                                                      | - Censo: 238.486 - Votantes: 140.169 (58,77%) - Abstención: 98.317 (41,23%) - Válidos: 136.824 (97,61%) - A candidaturas: 134.661 - Blancos: 2.163 - Nulos: 3.345 (2,39%)  | PP                           | 48.126  | 35,17% | 5         | 3   |
| Segunda 11 diputados (1)                                                      | - Censo: 238.486 - Votantes: 140.169 (58,77%) - Abstención: 98.317 (41,23%) - Válidos: 136.824 (97,61%) - A candidaturas: 134.661 - Blancos: 2.163 - Nulos: 3.345 (2,39%)  | PSOE                         | 28.796  | 21,05% | 3         | 1   |
| Segunda 11 diputados (1)                                                      | - Censo: 238.486 - Votantes: 140.169 (58,77%) - Abstención: 98.317 (41,23%) - Válidos: 136.824 (97,61%) - A candidaturas: 134.661 - Blancos: 2.163 - Nulos: 3.345 (2,39%)  | Podemos                      | 20.064  | 14,66% | 2         | N   |
| Segunda 11 diputados (1)                                                      | - Censo: 238.486 - Votantes: 140.169 (58,77%) - Abstención: 98.317 (41,23%) - Válidos: 136.824 (97,61%) - A candidaturas: 134.661 - Blancos: 2.163 - Nulos: 3.345 (2,39%)  | Ciudadanos                   | 18.299  | 13,37% | 1         | N   |
| Segunda 11 diputados (1)                                                      | - Censo: 238.486 - Votantes: 140.169 (58,77%) - Abstención: 98.317 (41,23%) - Válidos: 136.824 (97,61%) - A candidaturas: 134.661 - Blancos: 2.163 - Nulos: 3.345 (2,39%)  | MC                           | 8.793   | 6,43%  | 0         | -   |
| Segunda 11 diputados (1)                                                      | - Censo: 238.486 - Votantes: 140.169 (58,77%) - Abstención: 98.317 (41,23%) - Válidos: 136.824 (97,61%) - A candidaturas: 134.661 - Blancos: 2.163 - Nulos: 3.345 (2,39%)  | Ganar la Región de Murcia.IP | 4.566   | 3,34%  | 0         | -   |
| Segunda 11 diputados (1)                                                      | - Censo: 238.486 - Votantes: 140.169 (58,77%) - Abstención: 98.317 (41,23%) - Válidos: 136.824 (97,61%) - A candidaturas: 134.661 - Blancos: 2.163 - Nulos: 3.345 (2,39%)  | UPyD                         | 2.299   | 1,68%  | 0         | -   |
| Segunda 11 diputados (1)                                                      | - Censo: 238.486 - Votantes: 140.169 (58,77%) - Abstención: 98.317 (41,23%) - Válidos: 136.824 (97,61%) - A candidaturas: 134.661 - Blancos: 2.163 - Nulos: 3.345 (2,39%)  | VOX                          | 1.468   | 1,08%  | 0         | -   |
| Segunda 11 diputados (1)                                                      | - Censo: 238.486 - Votantes: 140.169 (58,77%) - Abstención: 98.317 (41,23%) - Válidos: 136.824 (97,61%) - A candidaturas: 134.661 - Blancos: 2.163 - Nulos: 3.345 (2,39%)  | CCD                          | 1.061   | 0,78%  | 0         | -   |
| Segunda 11 diputados (1)                                                      | - Censo: 238.486 - Votantes: 140.169 (58,77%) - Abstención: 98.317 (41,23%) - Válidos: 136.824 (97,61%) - A candidaturas: 134.661 - Blancos: 2.163 - Nulos: 3.345 (2,39%)  | Escaños en Blanco            | 579     | 0,42%  | 0         | -   |
| Segunda 11 diputados (1)                                                      | - Censo: 238.486 - Votantes: 140.169 (58,77%) - Abstención: 98.317 (41,23%) - Válidos: 136.824 (97,61%) - A candidaturas: 134.661 - Blancos: 2.163 - Nulos: 3.345 (2,39%)  | Recortes Cero                | 410     | 0,30%  | 0         | -   |
| Segunda 11 diputados (1)                                                      | - Censo: 238.486 - Votantes: 140.169 (58,77%) - Abstención: 98.317 (41,23%) - Válidos: 136.824 (97,61%) - A candidaturas: 134.661 - Blancos: 2.163 - Nulos: 3.345 (2,39%)  | Movimiento RED               | 190     | 0,14%  | 0         | -   |
| Tercera 21 diputados ()                                                       | - Censo: 518.762 - Votantes: 337.121 (64,99%) - Abstención: 181.641 (35,01%) - Válidos: 331.374 (98,49%) - A candidaturas: 326.357 - Blancos: 5.017 - Nulos: 5.749 (1,71%) | PP                           | 123.022 | 37,12% | 10        | 5   |
| Tercera 21 diputados ()                                                       | - Censo: 518.762 - Votantes: 337.121 (64,99%) - Abstención: 181.641 (35,01%) - Válidos: 331.374 (98,49%) - A candidaturas: 326.357 - Blancos: 5.017 - Nulos: 5.749 (1,71%) | PSOE                         | 71.286  | 21,51% | 5         |     |
| Tercera 21 diputados ()                                                       | - Censo: 518.762 - Votantes: 337.121 (64,99%) - Abstención: 181.641 (35,01%) - Válidos: 331.374 (98,49%) - A candidaturas: 326.357 - Blancos: 5.017 - Nulos: 5.749 (1,71%) | Podemos                      | 48.455  | 14,62% | 3         | N   |
| Tercera 21 diputados ()                                                       | - Censo: 518.762 - Votantes: 337.121 (64,99%) - Abstención: 181.641 (35,01%) - Válidos: 331.374 (98,49%) - A candidaturas: 326.357 - Blancos: 5.017 - Nulos: 5.749 (1,71%) | Ciudadanos                   | 47.831  | 14,43% | 3         | N   |
| Tercera 21 diputados ()                                                       | - Censo: 518.762 - Votantes: 337.121 (64,99%) - Abstención: 181.641 (35,01%) - Válidos: 331.374 (98,49%) - A candidaturas: 326.357 - Blancos: 5.017 - Nulos: 5.749 (1,71%) | Ganar la Región de Murcia.IP | 14.113  | 4,26%  | 0         | 1   |
| Tercera 21 diputados ()                                                       | - Censo: 518.762 - Votantes: 337.121 (64,99%) - Abstención: 181.641 (35,01%) - Válidos: 331.374 (98,49%) - A candidaturas: 326.357 - Blancos: 5.017 - Nulos: 5.749 (1,71%) | UPyD                         | 6.898   | 2,08%  | 0         | -   |
| Tercera 21 diputados ()                                                       | - Censo: 518.762 - Votantes: 337.121 (64,99%) - Abstención: 181.641 (35,01%) - Válidos: 331.374 (98,49%) - A candidaturas: 326.357 - Blancos: 5.017 - Nulos: 5.749 (1,71%) | CCD                          | 4.409   | 1,33%  | 0         | -   |
| Tercera 21 diputados ()                                                       | - Censo: 518.762 - Votantes: 337.121 (64,99%) - Abstención: 181.641 (35,01%) - Válidos: 331.374 (98,49%) - A candidaturas: 326.357 - Blancos: 5.017 - Nulos: 5.749 (1,71%) | PACMA                        | 3.497   | 1,06%  | 0         | -   |
| Tercera 21 diputados ()                                                       | - Censo: 518.762 - Votantes: 337.121 (64,99%) - Abstención: 181.641 (35,01%) - Válidos: 331.374 (98,49%) - A candidaturas: 326.357 - Blancos: 5.017 - Nulos: 5.749 (1,71%) | VOX                          | 3.356   | 1,01%  | 0         | -   |
| Tercera 21 diputados ()                                                       | - Censo: 518.762 - Votantes: 337.121 (64,99%) - Abstención: 181.641 (35,01%) - Válidos: 331.374 (98,49%) - A candidaturas: 326.357 - Blancos: 5.017 - Nulos: 5.749 (1,71%) | Escaños en Blanco            | 993     | 0,30%  | 0         | -   |
| Tercera 21 diputados ()                                                       | - Censo: 518.762 - Votantes: 337.121 (64,99%) - Abstención: 181.641 (35,01%) - Válidos: 331.374 (98,49%) - A candidaturas: 326.357 - Blancos: 5.017 - Nulos: 5.749 (1,71%) | Recortes Cero                | 727     | 0,22%  | 0         | -   |
| Tercera 21 diputados ()                                                       | - Censo: 518.762 - Votantes: 337.121 (64,99%) - Abstención: 181.641 (35,01%) - Válidos: 331.374 (98,49%) - A candidaturas: 326.357 - Blancos: 5.017 - Nulos: 5.749 (1,71%) | Movimiento RED               | 602     | 0,18%  | 0         | -   |
| Tercera 21 diputados ()                                                       | - Censo: 518.762 - Votantes: 337.121 (64,99%) - Abstención: 181.641 (35,01%) - Válidos: 331.374 (98,49%) - A candidaturas: 326.357 - Blancos: 5.017 - Nulos: 5.749 (1,71%) | PCPE                         | 763     | 0,23%  | 0         | -   |
| Tercera 21 diputados ()                                                       | - Censo: 518.762 - Votantes: 337.121 (64,99%) - Abstención: 181.641 (35,01%) - Válidos: 331.374 (98,49%) - A candidaturas: 326.357 - Blancos: 5.017 - Nulos: 5.749 (1,71%) | FCyD                         | 405     | 0,12%  | 0         | -   |
| Cuarta 4 diputados                                                            | - Censo: 73.952 - Votantes: 51.898 (70,18%) - Abstención: 22.054 (29,82%) - Válidos: 50.841 (97,96%) - A candidaturas: 50.083 - Blancos: 758 - Nulos: 1.057 (2,04%)        | PSOE                         | 19.758  | 38,86% | 2         |     |
| Cuarta 4 diputados                                                            | - Censo: 73.952 - Votantes: 51.898 (70,18%) - Abstención: 22.054 (29,82%) - Válidos: 50.841 (97,96%) - A candidaturas: 50.083 - Blancos: 758 - Nulos: 1.057 (2,04%)        | PP                           | 17.518  | 34,46% | 2         |     |
| Cuarta 4 diputados                                                            | - Censo: 73.952 - Votantes: 51.898 (70,18%) - Abstención: 22.054 (29,82%) - Válidos: 50.841 (97,96%) - A candidaturas: 50.083 - Blancos: 758 - Nulos: 1.057 (2,04%)        | Ciudadanos                   | 4.787   | 9,42%  | 0         | -   |
| Cuarta 4 diputados                                                            | - Censo: 73.952 - Votantes: 51.898 (70,18%) - Abstención: 22.054 (29,82%) - Válidos: 50.841 (97,96%) - A candidaturas: 50.083 - Blancos: 758 - Nulos: 1.057 (2,04%)        | Podemos                      | 4.211   | 8,28%  | 0         | -   |
| Cuarta 4 diputados                                                            | - Censo: 73.952 - Votantes: 51.898 (70,18%) - Abstención: 22.054 (29,82%) - Válidos: 50.841 (97,96%) - A candidaturas: 50.083 - Blancos: 758 - Nulos: 1.057 (2,04%)        | Ganar la Región de Murcia.IP | 2.699   | 5,31%  | 0         | -   |
| Cuarta 4 diputados                                                            | - Censo: 73.952 - Votantes: 51.898 (70,18%) - Abstención: 22.054 (29,82%) - Válidos: 50.841 (97,96%) - A candidaturas: 50.083 - Blancos: 758 - Nulos: 1.057 (2,04%)        | PACMA                        | 298     | 0,59%  | 0         | -   |
| Cuarta 4 diputados                                                            | - Censo: 73.952 - Votantes: 51.898 (70,18%) - Abstención: 22.054 (29,82%) - Válidos: 50.841 (97,96%) - A candidaturas: 50.083 - Blancos: 758 - Nulos: 1.057 (2,04%)        | UPyD                         | 245     | 0,48%  | 0         | -   |
| Cuarta 4 diputados                                                            | - Censo: 73.952 - Votantes: 51.898 (70,18%) - Abstención: 22.054 (29,82%) - Válidos: 50.841 (97,96%) - A candidaturas: 50.083 - Blancos: 758 - Nulos: 1.057 (2,04%)        | CCD                          | 243     | 0,48%  | 0         | -   |
| Cuarta 4 diputados                                                            | - Censo: 73.952 - Votantes: 51.898 (70,18%) - Abstención: 22.054 (29,82%) - Válidos: 50.841 (97,96%) - A candidaturas: 50.083 - Blancos: 758 - Nulos: 1.057 (2,04%)        | VOX                          | 131     | 0,26%  | 0         | -   |
| Cuarta 4 diputados                                                            | - Censo: 73.952 - Votantes: 51.898 (70,18%) - Abstención: 22.054 (29,82%) - Válidos: 50.841 (97,96%) - A candidaturas: 50.083 - Blancos: 758 - Nulos: 1.057 (2,04%)        | Escaños en Blanco            | 74      | 0,15%  | 0         | -   |
| Cuarta 4 diputados                                                            | - Censo: 73.952 - Votantes: 51.898 (70,18%) - Abstención: 22.054 (29,82%) - Válidos: 50.841 (97,96%) - A candidaturas: 50.083 - Blancos: 758 - Nulos: 1.057 (2,04%)        | Recortes Cero                | 58      | 0,11%  | 0         | -   |
| Cuarta 4 diputados                                                            | - Censo: 73.952 - Votantes: 51.898 (70,18%) - Abstención: 22.054 (29,82%) - Válidos: 50.841 (97,96%) - A candidaturas: 50.083 - Blancos: 758 - Nulos: 1.057 (2,04%)        | FCyD                         | 37      | 0,07%  | 0         | -   |
| Cuarta 4 diputados                                                            | - Censo: 73.952 - Votantes: 51.898 (70,18%) - Abstención: 22.054 (29,82%) - Válidos: 50.841 (97,96%) - A candidaturas: 50.083 - Blancos: 758 - Nulos: 1.057 (2,04%)        | Movimiento RED               | 24      | 0,05%  | 0         | -   |
| Quinta 2 diputados ( 1)                                                       | - Censo: 42.712 - Votantes: 28.210 (66,05%) - Abstención: 14.502 (33,95%) - Válidos: 27.313 (96,82%) - A candidaturas: 26.662 - Blancos: 651 - Nulos: 897 (3,18%)          | PP                           | 11.395  | 41,72% | 1         | 1   |
| Quinta 2 diputados ( 1)                                                       | - Censo: 42.712 - Votantes: 28.210 (66,05%) - Abstención: 14.502 (33,95%) - Válidos: 27.313 (96,82%) - A candidaturas: 26.662 - Blancos: 651 - Nulos: 897 (3,18%)          | PSOE                         | 7.140   | 26,14% | 1         |     |
| Quinta 2 diputados ( 1)                                                       | - Censo: 42.712 - Votantes: 28.210 (66,05%) - Abstención: 14.502 (33,95%) - Válidos: 27.313 (96,82%) - A candidaturas: 26.662 - Blancos: 651 - Nulos: 897 (3,18%)          | Ciudadanos                   | 2.654   | 9,72%  | 0         | -   |
| Quinta 2 diputados ( 1)                                                       | - Censo: 42.712 - Votantes: 28.210 (66,05%) - Abstención: 14.502 (33,95%) - Válidos: 27.313 (96,82%) - A candidaturas: 26.662 - Blancos: 651 - Nulos: 897 (3,18%)          | Podemos                      | 2.359   | 8,64%  | 0         | -   |
| Quinta 2 diputados ( 1)                                                       | - Censo: 42.712 - Votantes: 28.210 (66,05%) - Abstención: 14.502 (33,95%) - Válidos: 27.313 (96,82%) - A candidaturas: 26.662 - Blancos: 651 - Nulos: 897 (3,18%)          | Ganar la Región de Murcia.IP | 2.252   | 8,25%  | 0         | -   |
| Quinta 2 diputados ( 1)                                                       | - Censo: 42.712 - Votantes: 28.210 (66,05%) - Abstención: 14.502 (33,95%) - Válidos: 27.313 (96,82%) - A candidaturas: 26.662 - Blancos: 651 - Nulos: 897 (3,18%)          | UPyD                         | 258     | 0,94%  | 0         | -   |
| Quinta 2 diputados ( 1)                                                       | - Censo: 42.712 - Votantes: 28.210 (66,05%) - Abstención: 14.502 (33,95%) - Válidos: 27.313 (96,82%) - A candidaturas: 26.662 - Blancos: 651 - Nulos: 897 (3,18%)          | PACMA                        | 237     | 0,87%  | 0         | -   |
| Quinta 2 diputados ( 1)                                                       | - Censo: 42.712 - Votantes: 28.210 (66,05%) - Abstención: 14.502 (33,95%) - Válidos: 27.313 (96,82%) - A candidaturas: 26.662 - Blancos: 651 - Nulos: 897 (3,18%)          | CCD                          | 159     | 0,58%  | 0         | -   |
| Quinta 2 diputados ( 1)                                                       | - Censo: 42.712 - Votantes: 28.210 (66,05%) - Abstención: 14.502 (33,95%) - Válidos: 27.313 (96,82%) - A candidaturas: 26.662 - Blancos: 651 - Nulos: 897 (3,18%)          | VOX                          | 83      | 0,30%  | 0         | -   |
| Quinta 2 diputados ( 1)                                                       | - Censo: 42.712 - Votantes: 28.210 (66,05%) - Abstención: 14.502 (33,95%) - Válidos: 27.313 (96,82%) - A candidaturas: 26.662 - Blancos: 651 - Nulos: 897 (3,18%)          | Escaños en Blanco            | 47      | 0,17%  | 0         | -   |
| Quinta 2 diputados ( 1)                                                       | - Censo: 42.712 - Votantes: 28.210 (66,05%) - Abstención: 14.502 (33,95%) - Válidos: 27.313 (96,82%) - A candidaturas: 26.662 - Blancos: 651 - Nulos: 897 (3,18%)          | Recortes Cero                | 30      | 0,11%  | 0         | -   |
| Quinta 2 diputados ( 1)                                                       | - Censo: 42.712 - Votantes: 28.210 (66,05%) - Abstención: 14.502 (33,95%) - Válidos: 27.313 (96,82%) - A candidaturas: 26.662 - Blancos: 651 - Nulos: 897 (3,18%)          | FCyD                         | 18      | 0,07%  | 0         | -   |
| Quinta 2 diputados ( 1)                                                       | - Censo: 42.712 - Votantes: 28.210 (66,05%) - Abstención: 14.502 (33,95%) - Válidos: 27.313 (96,82%) - A candidaturas: 26.662 - Blancos: 651 - Nulos: 897 (3,18%)          | Movimiento RED               | 16      | 0,06%  | 0         | -   |
| Quinta 2 diputados ( 1)                                                       | - Censo: 42.712 - Votantes: 28.210 (66,05%) - Abstención: 14.502 (33,95%) - Válidos: 27.313 (96,82%) - A candidaturas: 26.662 - Blancos: 651 - Nulos: 897 (3,18%)          | LEM                          | 14      | 0,05%  | 0         | -   |

## Investidura de los nuevos cargos

### Elección e investidura del presidente de la Región de Murcia
| Candidato             | Fecha                                                   | Voto       |    |    |   |   | Total |
| --------------------- | ------------------------------------------------------- | ---------- | -- | -- | - | - | ----- |
| Pedro Antonio Sánchez | 30 de junio de 2015 Mayoría requerida: Absoluta (23/45) | Sí         | 22 |    |   | 4 | 26/45 |
| Pedro Antonio Sánchez | 30 de junio de 2015 Mayoría requerida: Absoluta (23/45) | No         |    | 13 | 6 |   | 19/45 |
| Pedro Antonio Sánchez | 30 de junio de 2015 Mayoría requerida: Absoluta (23/45) | Abstención |    |    |   |   | 0/45  |

En noviembre de 2014, el portavoz socialista de Puerto Lumbreras, José Manuel García Miravete, puso en conocimiento de la Fiscalía del TSJ unas posibles irregularidades en el proceso de construcción de un nuevo auditorio en el municipio.En febrero de 2015, el fiscal superior de Murcia, Manuel López Bernal, posteriorimente destituido, decidió impulsar la investigación de lo que se conoció como caso Auditorio: presuntos delitos cometidos en el proceso de adjudicación, construcción y recepción de un teatro-auditorio en Puerto Lumbreras entre 2006 y 2011, cuando el presidente Pedro Antonio Sánchez era alcalde de dicho municipio. La cadena de irregularidades que detectó el fiscal superior comenzó con una subvención de seis millones de euros por parte de la Consejería de Cultura para realizar el proyecto. Tras esto, el proyecto presuntamente se sacó sin concurso de ideas previo, ni proceso de licitación, ni expediente de contratación, justificando la subvención a posteriori y realizando pagos por duplicado, que llevaron a un desequilibrio entre construcción del auditorio (47%) y el pago del mismo (85%).
En marzo de 2015, el Tribunal Superior de Justicia (TSJ) trasladó la investigación al juzgado de instrucción número 1 de Lorca. La jueza, Consuelo Andreo, aseguró que había indicios de delitos de prevaricación, malversación, fraude y falsedad documental en la actuación de Pedro Antonio Sánchez en relación con todo el proceso. Debido a la condición de aforado del presidente, la juez Andreo pidió al TSJ que asumiera la investigación por ser el órgano competente en esta situación y éste, tras declararse competente para instruir el caso, nombra a Julián Pérez Templado como magistrado instructor.
Tras el proceso, el 20 de febrero de 2017, el TSJ de Murcia cita a Pedro Antonio Sánchez a declarar como investigado. en dicho caso. Una vez conocida la noticia, Ciudadanos, apoyo del gobierno del Partido Popular en la Región, rompe el pacto de investidura tras la negativa de Pedro Antonio Sánchez a dimitir, tal y como le pidieron los tres grupos de la oposición.
El 6 de marzo de 2017, el presidente Pedro Antonio Sánchez acudió al Tribunal Superior de Justicia de Murcia para declarar en calidad de investigado por estar involucrado en el caso Auditorio. Así pues, compereció ante el juez por presuntos delitos de fraude, prevaricación, malversación y falsedad documental en el proceso de adjudicación, construcción y recepción del mencionado auditorio en Puerto Lumbreras entre 2006 y 2011, cuando él era alcalde de ese municipio. 
En respuesta a esta situación, el PSRM-PSOE anunció, a finales de marzo, una moción de censura que contaba con el apoyo expreso de Podemos y con posibilidades de acuerdo con Ciudadanos, si tras ella se convocaban elecciones y que se fechó para su debate el día 5 de abril.
Durante las investigaciones policiales y judiciales, se encontraron indicios de que el presidente Pedro Antonio Sánchez podría estar involucrado en otro caso de corrupción: la trama Púnica. Los hechos imputados se remontaban a 2014, y se investigó si Pedro Antonio Sánchez, entonces consejero de Educación, intentó contratar con empresas de la trama trabajos para mejorar su reputación en internet para impulsar su candidatura como cabeza de lista del PP para las autonómicas del año siguiente, si bien los contratos no se materializaron porque la trama estalló antes.
De esa manera, el juez de la Audiencia Nacional, Eloy Velasco, pidió al Tribunal Superior de Justicia de Murcia el día 3 de abril de 2017 que Pedro Antonio Sánchez fuera imputado por delitos de cohecho, fraude y revelación de secretos, dentro de la trama Púnica.
Acorralado por la situación política y la gravedad de su situación judicial, tras reunirse con la Junta Directiva del PP y con el coordinador general Fernando Martínez-Maíllo, el 4 de abril de 2017, Pedro Antonio Sánchez presenta su dimisión como Presidente de la Región de Murcia y se propone a Fernando López Miras como candidato a la Presidencia.
El 27 de abril de 2017 comienza la sesión de investidura de Fernando López Miras, donde recibió el rechazo de la Asamblea. Tal y como estipula la Ley, 48 horas después se sometió a una nueva sesión, donde la abstención de Ciudadanos, lo convirtió en Presidente de la Región de Murcia, al recibir mayor cantidad de síes que de noes.
Por último, el 28 de septiembre de 2017, Pedro Antonio Sánchez dimite de su cargo de presidente del Partido Popular de la Región de Murcia y renuncia a su acta de diputado regional para "alejarse de la vida pública y poder centrarse en sus procesos judiciales abiertos".
| Candidato            | Fecha                                                   | Voto       |    |    |   |   | Total |
| -------------------- | ------------------------------------------------------- | ---------- | -- | -- | - | - | ----- |
| Fernando López Miras | 27 de abril de 2017 Mayoría requerida: Absoluta (23/45) | Sí         | 22 |    |   |   | 22/45 |
| Fernando López Miras | 27 de abril de 2017 Mayoría requerida: Absoluta (23/45) | No         |    | 13 | 6 | 4 | 23/45 |
| Fernando López Miras | 27 de abril de 2017 Mayoría requerida: Absoluta (23/45) | Abstención |    |    |   |   | 0/45  |
| Fernando López Miras | 29 de abril de 2017 Mayoría requerida: Simple           | Sí         | 22 |    |   |   | 22/45 |
| Fernando López Miras | 29 de abril de 2017 Mayoría requerida: Simple           | No         |    | 13 | 6 |   | 19/45 |
| Fernando López Miras | 29 de abril de 2017 Mayoría requerida: Simple           | Abstención |    |    |   | 4 | 4/45  |